# Alexandre de Aguiar
Alexandre de Aguiar (Porto, século XVI – Lobón/Talavera la Real, 12 de dezembro de 1603 ou 1605) foi um poeta, músico, cantor e compositor português do Renascimento.

## Biografia
Nasceu na cidade do Porto no século XVI. Foi músico e cantor da Capela Real no tempo do Cardeal D. Henrique e D. Filipe I. Morreu em 12 de dezembro de 1603 ou 1605, afogado numa travessia fluvial do rio Guadiana entre Lobón e Talavera la Real quando viajava de Madrid para Lisboa. Era famoso pela sua voz, pela sua poesia e composições musicais e pela sua destreza na viola de sete cordas. Recebia por isso o cognome de Orfeu.

## Obras
Do seu trabalho musical destaca-se as suas "Lamentações de Jeremias" que ainda seriam cantadas nos Ofícios da Semana Santa por vários anos após a sua morte.
Duas composições do livro de Alonso Mudarra Tres libros de música en cifra para vihuela (Sevilha, 1546), "Pavana II, de Alexandre" e "Gallarda" têm sido erradamente atribuídas por alguns autores ao compositor português que pela sua cronologia nunca as poderia ter escrito.